# 優しい歌 (Mr.Childrenの曲)
『優しい歌』（やさしいうた）は、日本のバンド・Mr.Childrenの20枚目のシングル。2001年8月22日にトイズファクトリーより発売された。

## 概要
前作から約1年ぶりに発売されたシングル。ジャケットに描かれている宙に浮かぶ岩の絵はベルギーの画家、ルネ・マグリットの代表作『ピレネーの城』を模したもの。アートディレクターは信藤三雄。
本作から23rdシングル『Any』までのシングルには帯がついていない。

## チャート成績
オリコンチャートでは初週25.1万枚、累計売上は47.8万枚。

## 収録曲
| 全作詞・作曲: 桜井和寿、全編曲: 小林武史 & Mr.Children。 |              |          |            |      |
| #                                                        | タイトル     | 作詞     | 作曲・編曲 | 時間 |
| 1.                                                       | 「優しい歌」 | 桜井和寿 | 桜井和寿   | 3:38 |
| 2.                                                       | 「花」       | 桜井和寿 | 桜井和寿   | 5:30 |
| 合計時間:                                                | 合計時間:    | 9:08     |            |      |

## 楽曲解説
1. 優しい歌
  - アサヒ飲料『WONDA』CMソング。
  - アルバム『IT'S A WONDERFUL WORLD』のプロローグとして作られ、歌詞にはファンへの思いやエール、過去のMr.Childrenへのメッセージ、これからのMr.Childrenの音楽性の変化への決意が込められている。
  - アコーディオンはプロデューサーの小林武史によるもの。桜井和寿の歌は自宅のスタジオで録ったものが採用されている[1]。
  - 明け方の5時くらいにメロディが桜井の頭の中で鳴っており、それを自宅のピアノで音をなぞりながら作ったとのこと。思い浮かんでいたメロディとは違う音を1音弾いてしまったが、やり直さずにそちらを採用した。
  - 桜井は、「デビュー前考えていたように、自分以外の誰かの為に愛の歌を歌ってみたいと今再び思える自分がいる」と思い、歌入れの際には感極まり声が震えてしまったという。
  - 配信限定シングル『turn over?』発売までは、最も短い演奏時間のシングル曲だった。
  - ライブツアー『Mr.Children CONCERT TOUR POPSAURUS 2001』で未発表曲として初披露された。
  - ミュージック・ビデオが存在し、2012年5月10日発売の『Mr.Children 2001-2005 <micro>』の初回限定盤、2018年3月21日発売の『Mr.Children DOME & STADIUM TOUR 2017 Thanksgiving 25』に収録されている。監督は丹修一。
  - 2022年に行われたライブツアー「Mr.Children 30th Anniversary Tour 半世紀へのエントランス」で四家卯大ストリングスによる演奏がライブ開始前に流された。こちらの音源はのちにファンクラブ内のラジオでオンエアされた。
2. 花
  - 11thシングル『花 -Mémento-Mori-』のリテイクバージョン。
  - ライブツアー『Mr.Children CONCERT TOUR POPSAURUS 2001』用にアレンジされ、原曲とは違うピアノ主体の雰囲気となっている。田原健一も「原曲とは桜井の声が全然違う」と述べている[2]。
  - 小林武史が本曲をリメイクする事を提案、野外にも合うことから採用された。
  - 原曲のアレンジだとこじんまりしてしまうので、このアレンジに変更された。もう死を想わなくても良くなり、副題となっていた「Memento-Mori」は取られている。
  - コーラスにはSalyuとakko（MY LITTLE LOVER）が参加している。

## テレビ出演
| 番組名                   | 日付          | 放送局     | 演奏曲                 |
| ------------------------ | ------------- | ---------- | ---------------------- |
| HEY!HEY!HEY! MUSIC CHAMP | 2001年8月20日 | フジテレビ | 優しい歌               |
| ミュージックステーション | 2001年8月24日 | テレビ朝日 | 優しい歌               |
| COUNT DOWN TV            | 2001年9月1日  | TBS        | 優しい歌               |
| ミュージック・カクテル   | 2002年5月2日  | NHK総合    | youthful days 優しい歌 |

## ライブ映像作品
優しい歌
| 作品名                                                 |
| ------------------------------------------------------ |
| Mr.Children CONCERT TOUR POPSAURUS 2001                |
| Mr.Children Tour 2009 〜終末のコンフィデンスソングス〜 |
| miss you LIVE                                          |

花
| 作品名                                  |
| --------------------------------------- |
| Mr.Children CONCERT TOUR POPSAURUS 2001 |

## 収録アルバム
- 『IT'S A WONDERFUL WORLD』 (#1)
- 『Mr.Children 2001-2005 <micro>』 (#1)
- 『Mr.Children 1992-2002 Thanksgiving 25』 (#1)
- 『B-SIDE』 (#2)

## 参加アーティスト
- 桜井和寿 - Vocal、Guitar
- 田原健一 - Guitar
- 中川敬輔 - Bass
- 鈴木英哉 - Drums
- 小林武史 - Keyboards

Additional Musicians
- 優しい歌
  - 四家卯大 - Cello
  - 沖祥子 - Violin
- 花
  - AKKO (MY LITTLE LOVER) - Chorus
  - SALYU - Chorus

## カバー
- 優しい歌
  - Bank Band（セルフカバー。カバーアルバム『沿志奏逢』収録。）